# Ruslan Kazakbaev
Rouslan Aïtbaïevitch Kazakbaïev (Руслан Айтбаевич Казакбаев), né le 18 mai 1967 dans le village de Beïcheke (raïon de Kirov) en RSS kirghize en Union soviétique, est un homme politique kirghiz.

## Biographie
Kazakbaïev est diplômé de l'Institut polytechnique de Frounzé en ingénierie mécanique en 1991. Cependant, il décide finalement de faire carrière dans la diplomatie. Il gravit les échelons au Ministère des Affaires étrangères et au consulat kirghiz d'Istanbul. Il est diplômé par la suite en droit de l'Université nationale kirghize puis de l'Académie du Ministère des Affaires étrangères du Kirghizistan avant de devenir consul à Istanbul. En 2010, le pays est secoué par la révolution kirghize qui chasse Kourmanbek Bakiev du pouvoir. À ce moment, il est nommé par la nouvelle présidente, Roza Otounbaïeva, pour remplacer Kadyrbek Sarbaev comme ministre des affaires étrangères. Il reste à ce poste un peu moins de deux ans puisqu'il est remplacé le 6 septembre 2012 par Erlan Abdyldaev. Pour les élections législatives de 2015, il est candidat pour le parti Respoublika Ata-jourt et élu à siéger à la Zhogorku Kengesh.
Dans son rôle de député, Kazakbaïev continue à être impliqué dans les affaires étrangères du pays alors qu'il fait partie de délégations législatives à des sommets comme celui du Sommet turcique. Il est de nouveau candidat aux législatives de 2020 sous la liste du parti Respoublika. Dans la foulée des manifestations post-électorales, il redevient ministre des Affaires étrangères dans le gouvernement de Sadyr Japarov. Il est relevé de ses fonctions, le 22 avril 2022,.

### Vie privée
Kazakbaïev est marié et a six enfants.